# Nudo in piedi (Elvira)

Nudo in piedi (Elvira) è un dipinto a olio su tela (100 x65 cm) realizzato nel 1918 dal pittore italiano Amedeo Modigliani.
La donna ritratta è Elvira, detta La Quique, prostituta con cui Modigliani ebbe una relazione.
L'opera fa parte della collezione Walter Hadorn in Kunstmuseum Bern di Berna.